# Jämtlandsskåp

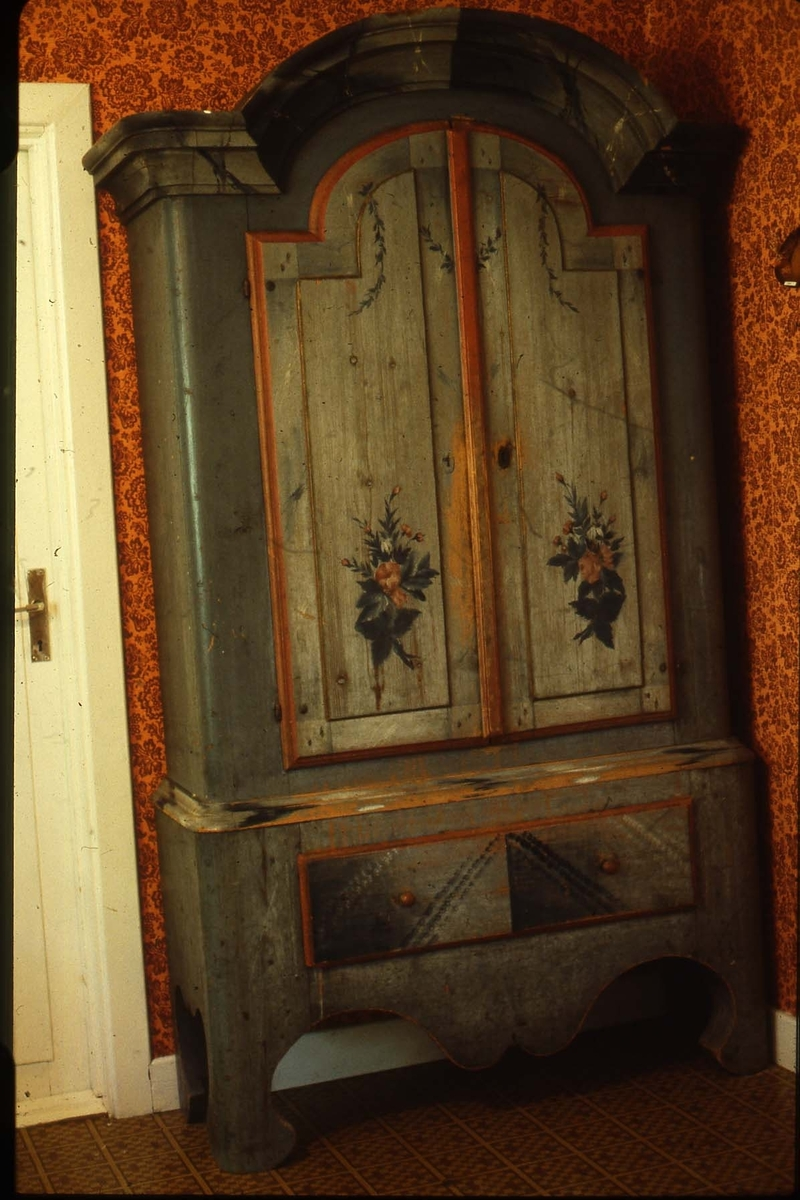
Ett jämtlandsskåp.

Jämtlandsskåp eller Jämtskåp är benämningen för skåp som är tillverkade i Jämtland med en hög hantverksskicklighet under tidsperioden 1770-1850.
Karaktäristiskt för skåpen är ett svängt eller brutet krön samt svängda ben och ofta förekommer målade draperier och blombuketter på dörrarna. Dock förekommer flera variationer av skåpen. 
Jämtlandsskåpen har med tiden blivit mer och mer eftertraktade vilket lett till att de stigit avsevärt i värde. 2008 såldes ett Jämtlandsskåp för 245 000 kronor vilket var rekord.